# Haliclona tabernacula
Haliclona tabernacula är en svampdjursart som först beskrevs av R.W. Harold Row 1911.  Haliclona tabernacula ingår i släktet Haliclona och familjen Chalinidae.
Artens utbredningsområde är Sudan. Inga underarter finns listade i Catalogue of Life.